# Papyrus 46
Papyrus 46 eller P46 er blandt de ældste bevarede håndskrifter af Det Ny Testamente. Det er en næsten komplet samling af Paulus' breve og anses for at være en afskrift fra ca. år 200.
Der er bevaret 86 papyrusblade, men skriftet menes at have bestået af 104 blade. De 18 forsvundne blade har siddet i begyndelsen og i slutningen af skriftet.
Papyrus 46 er skrevet på græsk og indeholder de sidste otte kapitler af Romerbrevet, hele Hebræerbrevet, næsten hele 1. Korintherbrev og 2. Korintherbrev, brevene til efeserne, galaterne, filipperne og kolossenserne samt to kapitler af det første brev til thessalonikerne.
Enkelte af bladene dukkede i 1930 op hos en egyptisk antikvitetshandler i Cairo og blev der købt af samleren Chester Beatty fra London. I løbet af 1930-1935 blev resten af skriftet opkøbt af Beatty og af repræsentanter for University of Michigan. 30 af bladene findes i dag hos University of Michigan og de resterende 56 hos Chester Beatty Collection i Dublin.
Det vides ikke, hvor skriftet er fundet, hvorfor det ikke har en arkæologisk kontekst. Dateringen af bladene er sket ud fra en analyse af selve skriften, palæografi. Bladene er det tætteste, man kommer på Paulus' egne ord.[kilde mangler]